# Lijst van natuurgebieden in de Peel

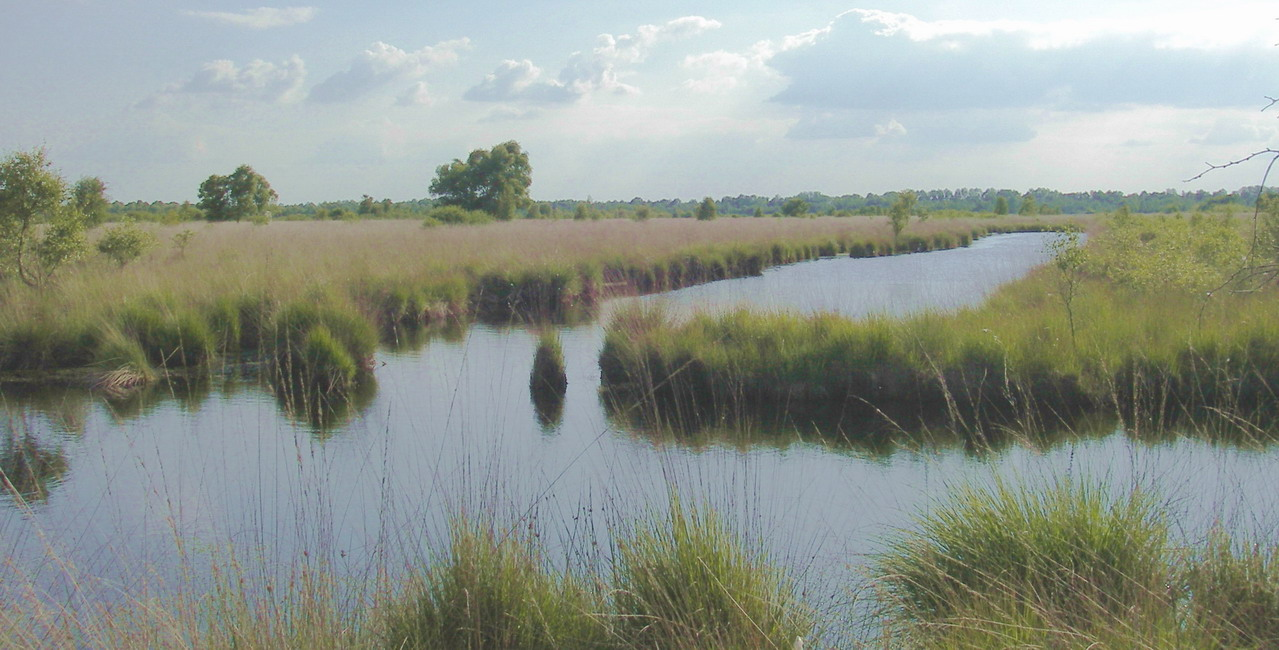
Veenvlakte in de Peel

De Peel is een grotendeels verdwenen, hoogveen-achtig natuurgebied op de grens van de Nederlandse provincies Brabant en Limburg. Hieronder volgt een overzicht van de grotere en kleinere restanten van dit gebied.

## Afbakening
In principe gaat het hier om 'kenmerkende' Peelgebieden die nog steeds min of meer het typerende karakter vertonen.
Dat wil zeggen: gebieden met kenmerken als onontgonnen, oorspronkelijk, voedselarm en nat. Landgoederen en bosgebieden zonder veenrestanten of heide worden aangeduid met BOS.
Met N2000 aangegeven worden de gebieden aangegeven, die geheel of gedeeltelijk tot het het Europese natuurnetwerk Natura2000 behoren.

## Overzicht per gemeente
Deurne
- Deurnese Peel N2000
- Het Zinkske N2000
- Heitrakse Peel N2000
- 't Molentje
- Kanaal van Deurne N2000
- Helenavaart N2000

Asten
- Groote Peel N2000

Gemert-Bakel
- Vliegbasis de Peel
- Klotterpeel
- De Krim
- De Sijp BOS
- Cleefswit BOS

Boekel
- Voskuilenheuvel

Venray
- Vliegbasis de Peel
- Paardekop
- Rouwkuilen
- Heidsche Peel

Horst
- Het Grauwveen N2000
- Mariapeel N2000

Sevenum
- Mariapeel N2000

Helden
- Het Kwakvors
- Scherliet
- Marisberg BOS
- Schanskuilen
- De Snep

Meijel
- Scheepersberg Peelke
- Witdonk
- 't Molentje

Nederweert
- Groote Peel N2000
- Peelvennen
- Einderbeekgebied
- Sarsven en De Banen N2000
- Schoorkuilen N2000
- Kruisvennen
- De Zoom
- Groote Moost

Weert
- Moeselpeel
- Roeventerpeel
- Kootspeel
- De Krang